# Бялобржеский, Мартин

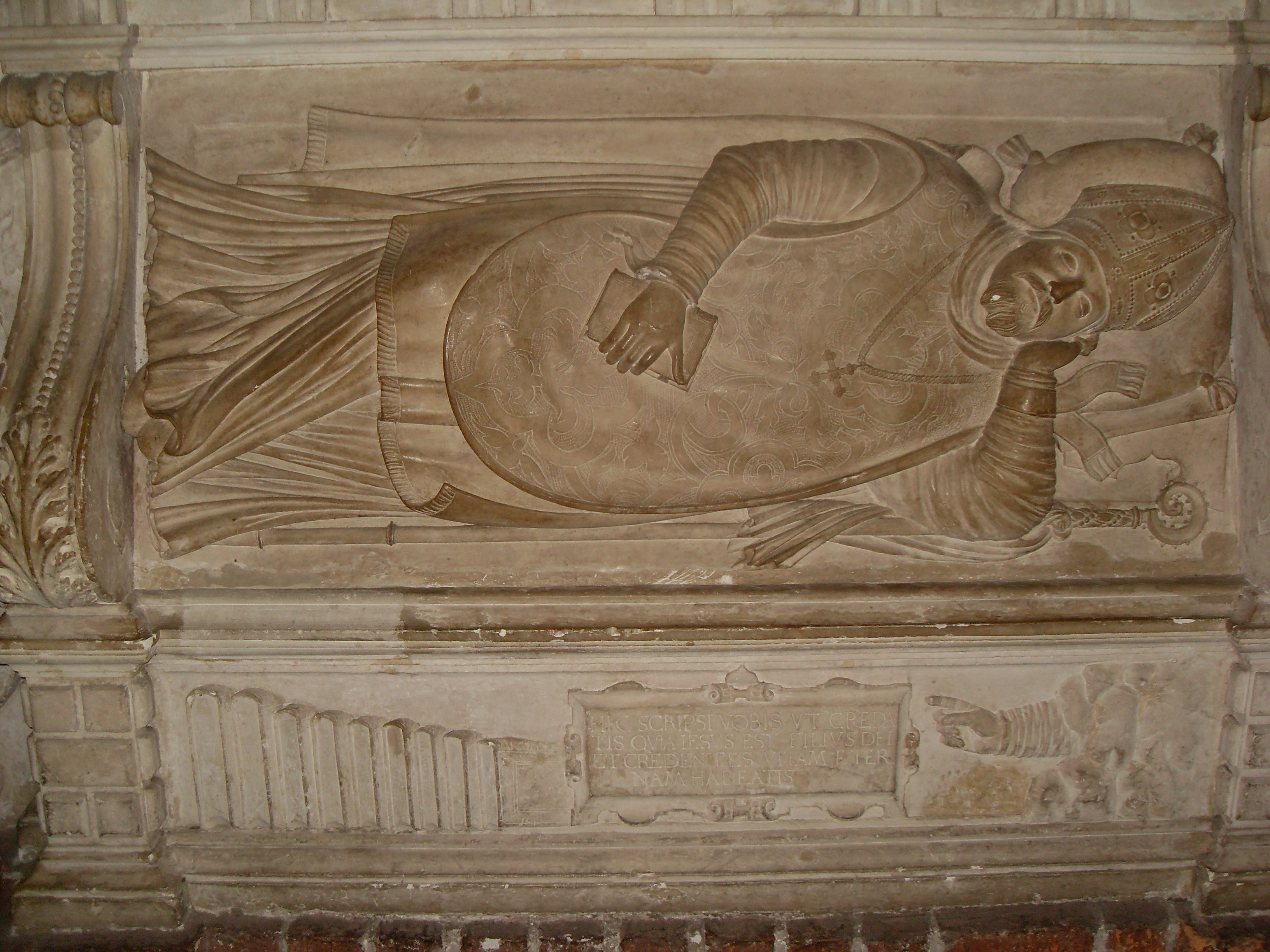
Надгробие епископа М. Бялобжеского

Мартин Бялобржеский (пол. Marcin Białobrzeski; около 1530, Белобжегач (ныне Томашув-Мазовецки) — 19 апреля 1586, Могила (Краков)) — польский богослов, писатель

, проповедник, церковный деятель, римско-католический епископ подольский (19.07.1577 — 19.04.1586), дипломат, сенатор Речи Посполитой XVI века.

## Биография
Шляхтич герба Абданк.
Образование получил в краковской академии, с 1559 г. служил аббатом близ Кракова, был краковским суффраганом (1565), каноником краковским (с 1571), затем несколько раз принимал участие в сеймах в качестве депутата. В 1573 году участвовал в Конвокационном сейме, в 1574 г. — в Элекционном сейме по избранию польским королём Генриха Валуа. В том же году выступил с речью на похоронах Сигизмунда II Августа.
Король Стефан Баторий назначил его епископом подольским и посылал с дипломатической миссией в Вену. В 1580 году отправлен в Рим, по дороге посетил Оссиах, откуда привёз в Польшу легенду о короле Болеславе Смелом. Исполнял и другие дипломатические миссии.
Автор нескольких сочинений богословского содержания, весьма ценившихся современными ему учеными; из них больше других имеет значение сборник польских проповедей, под заглавием: «Postilla orthodoxa» (1581).

## Избранные труды
- Katechizm albo wizerunek prawej wiary chrześciańskiej, Kraków 1567
- Kazanie na pogrzebie świętej pamięci zacnego Zygmunta Augusta, Kraków 1574
- Orthodoxa confessio de uno Deo, quem christiani catholici credunt, adorant et invocant, ex S. Literis descripta, Kraków 1577
- Kazanie… o przyjmowaniu Ciała i Krwie P. Jezusa Chrystusa pod jedną osobą, Kraków 1579
- Postilla orthodoxa, to jest wykład Świętych Ewangielii niedzielnych i świąt uroczystych przez cały rok cz. 1-2, Kraków 1581
- Wierszowane dialogi o Tobiaszu i o Jobie
- Książeczka o religii i potężnych czynach Turków